# 1015

## Родени
- Харалд III, крал на Норвегия

## Починали
- 15 юли – Владимир I, княз на Киевска Рус